# Palmer (Alaska)
Palmer è un comune degli Stati Uniti d'America, capoluogo del Borough di Matanuska-Susitna, nello Stato dell'Alaska.

## Storia
I primi nativi della zona erano i Dena'ina e gli Ahtna Athabaskans che vivevano soprattutto lungo la valle del Matanuska (Matanuska valley). In seguito (nel 1741) i russi portarono le tradizioni della religione Ortodossa Russa. All'inizio del 1890 (l'Alaska era già stata acquistata dagli Stati Uniti) un imprenditore, George W. Palmer, costruì sul fiume Matanuska un deposito commerciale vicino all'attuale Palmer dal quale in seguito la cittadina prese il nome.
Alla fine del XIX secolo per merito delle miniere di carbone nell'area di Chickaloon a est di Palmer lungo la valle di Matanuska venne costruita la ferrovia Alaska Central Railroad (in seguito Alaska Railroad). Con la ferrovia si aprirono nuovi mercati per gli agricoltori della zona. L'ufficio postale venne aperto nel 1917. Nel 1935 diverse famiglie di agricoltori si trasferirono dal Michigan, Minnesota e Wisconsin in questa zona.

## Geografia
Palmer è posizionata sulla riva nord del fiume Matanuska, in una ampia vallata tra le montagne Talkeetna a nord e le montagne Chugach a sud e est.

### Clima
Il clima della cittadina è abbastanza simile a quello di Anchorage, solo un po' più freddo. Il mese più piovoso e umido è agosto, quello più secco è aprile. In media all'anno ci sono 28 - 29 giorni con temperature sotto zero e 22 - 23 giorni con temperature sopra 21 °C (con punte fino a 27 °C). La temperatura più fredda è tipicamente attorno a −20 °C.
Spesso la cittadina viene colpita da venti freddi che arrivano dai due vicini ghiacciai (Ghiacciaio Matanuska e Ghiacciaio Knik).

### Accessi
Palmer si trova a 68 km a nord-est da Anchorage, sull'autostrada Glenn (a 45 minuti dalla città capoluogo). A nord di Palmer, nelle montagne Talkeetna, una strada asfaltata porta al passo Hatcher (a 35 km dalla città), meta locale per diverse escursioni. A circa 18 km verso ovest è possibile raggiungere la cittadina di Wasilla.

## Agricoltura
Palmer è famosa per i suoi ortaggi da record. In realtà la cittadina è conosciuta come il principale centro agricolo dello stato dell'Alaska sia per le condizioni particolari del terreno che per il clima. Ad esempio molti insetti, malattie o erbacce invasive comuni nel resto degli Stati Uniti, qui sono assenti. In giugno Palmer riceve 19 ore di luce per cui le colture possono continuare a crescere fin quasi a mezzanotte. La continua luce del sole rende le verdure più dolci e appetitose come le carote e le specie della famiglia delle Brassicaceae (cavolo, spinaci, broccoli, rape, ecc.). La fattoria "Vanderweele" è la più grande fattoria commerciale a Palmer. Nella fiera annuale di Palmer si tengono concorsi per le verdure più grandi. Ad esempio nel 2008, Scott Robb di Palmer ha vinto il primo posto e un premio di 2 000 dollari per il suo cavolo da 35 kg.

## Alcune immagini di Palmer

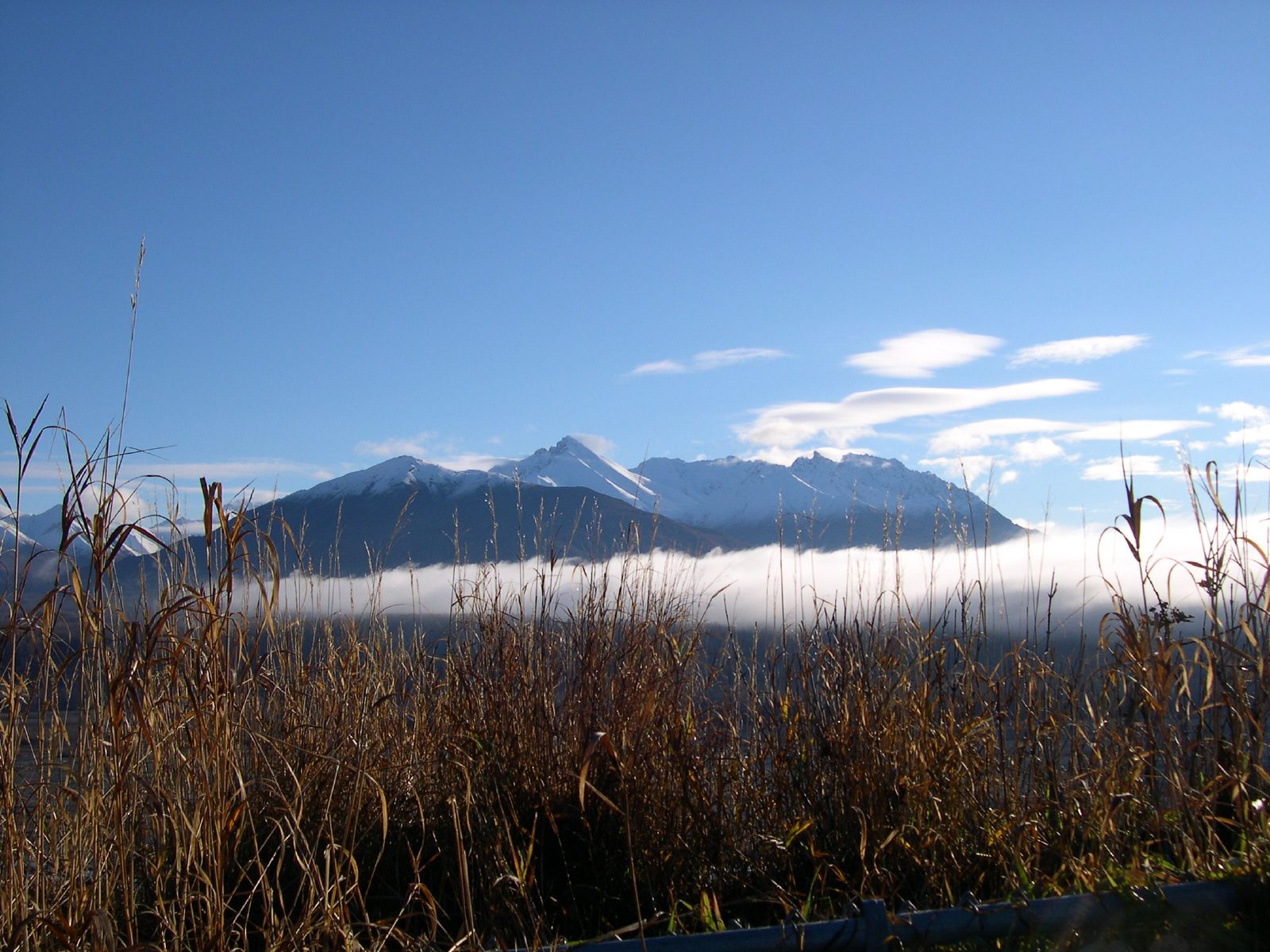
Montagne vicino a Palmer
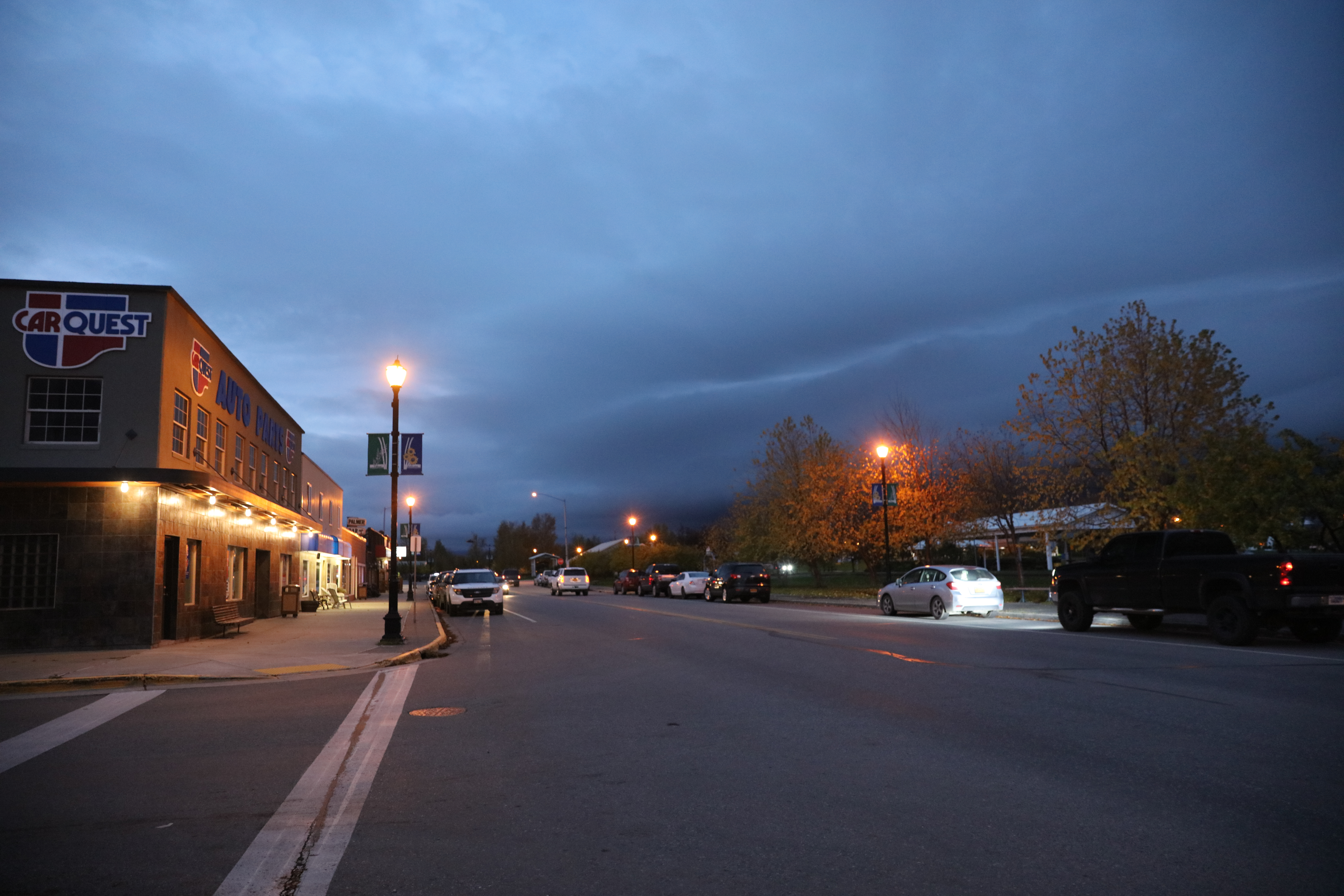
Sud Colony Way di sera
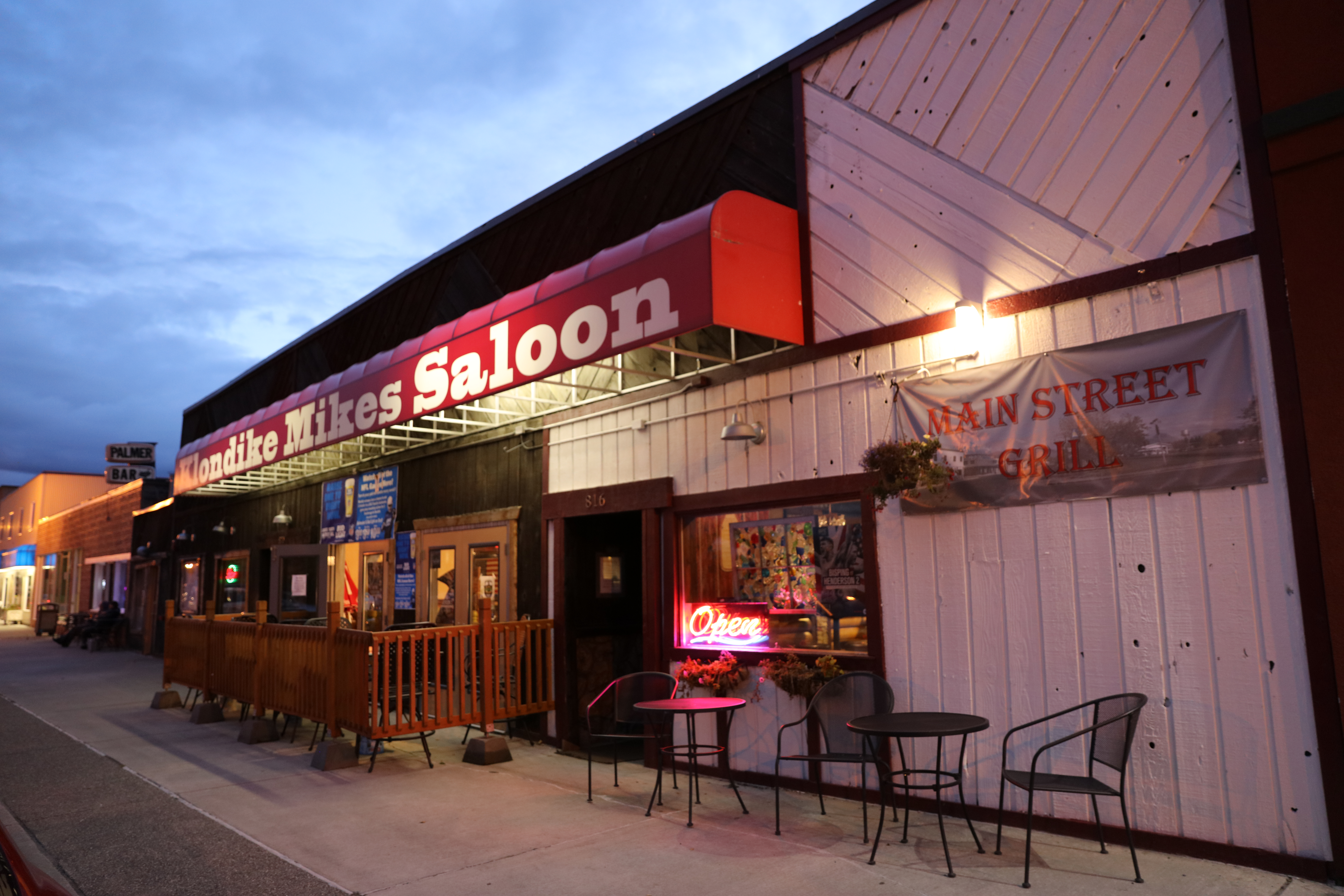
Un locale di sera in Sud Colony Way
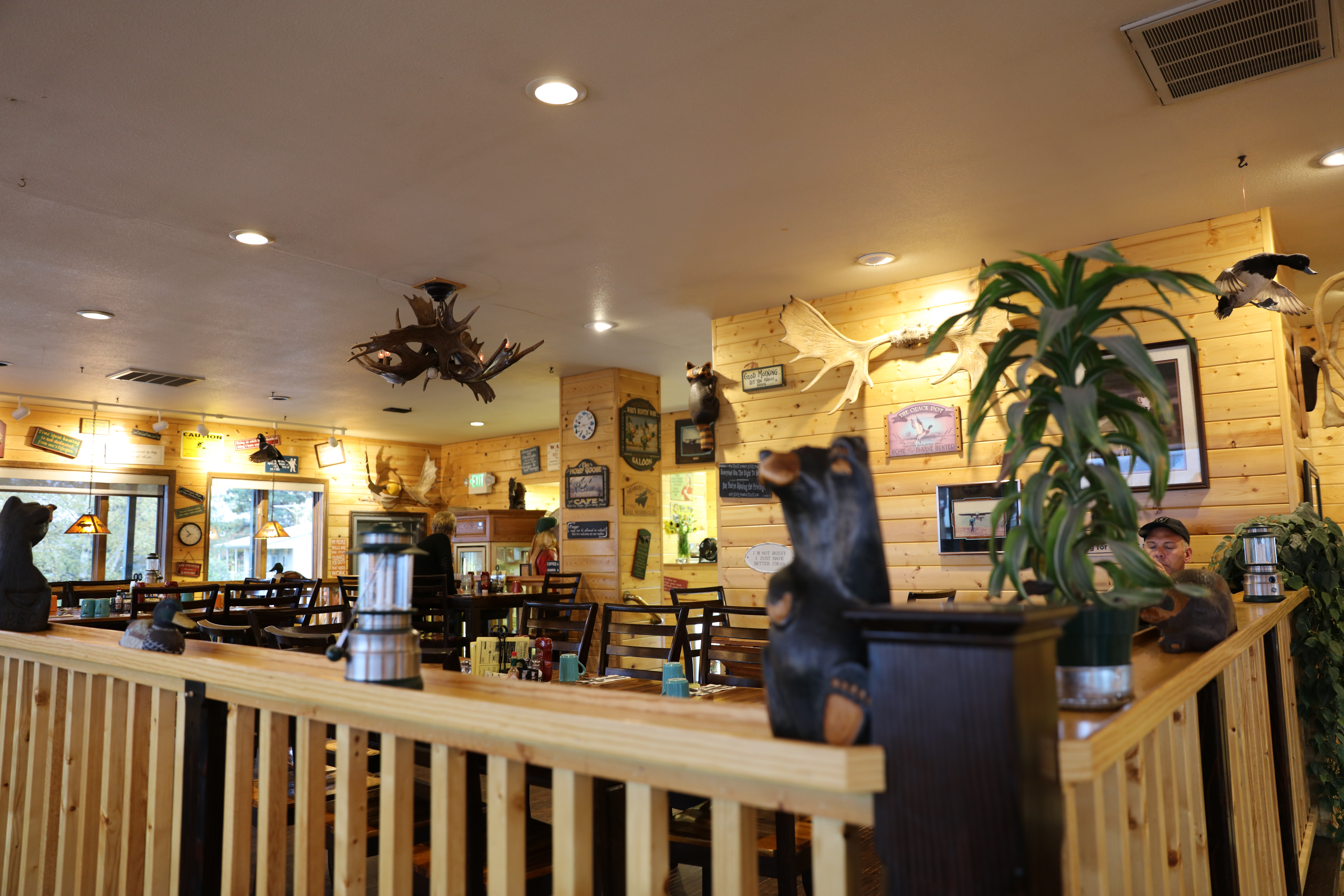
Un locale caratteristico
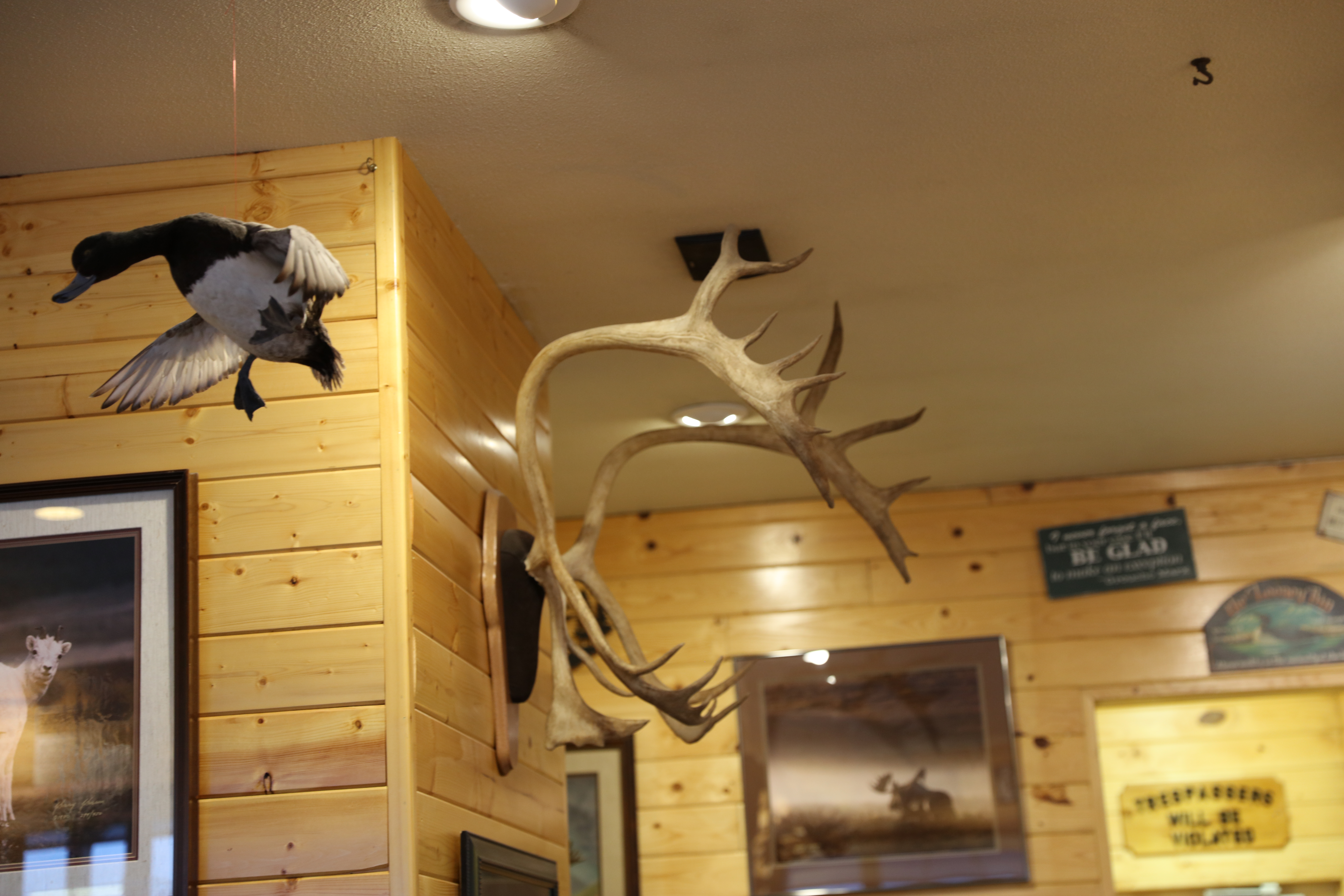
Trofei di caccia